# جامع المينا (اللاذقية)
جامع المينا ويسمى أيضا جامع المرفأ
في عام 1161 هـ / 1748 م شرع الريس حمودة بن إبراهيم التونسي ببناء جامع في الميناء، فأتمه ونقش على باب حرم الصلاة الأبيات التالية:
يمتاز المسجد بمحرابه المحاط بنقوش هندسية ونباتية وتعلوه مقرنصات، وللمسجد أربع قباب محمولة على عمود مركزي، وهو المسجد الأثري الوحيد في اللاذقية المبني في الطابق العلوي حيث جعل الطابق الأرضي مخازن ومستودعات، ويمتاز هذا المسجد أيضا بان مدخله أنشئ في قاعدة مئذنته.
أما بانيه فقد كان قبطاناً تونسياً تمكن من جمع ثروة من عمله في البحر متنقلاً بين موانئ البحر الأبيض المتوسط، فاشترى عقارات في اللاذقية و وقفها على وجوه البر.